# Tavium
Tavium ou Tavia (en grec ancien Τάουιον ; en latin Taouion ou Tavium), est la principale ville de la tribu galate des Trocmes, une des trois tribus celtes ayant migré au 3e siècle avant notre ère, de la vallée du Danube vers la Galatie, actuelle Turquie centrale.

## Description
En raison de sa position sur les grandes routes du commerce, Tavium est un poste d'échanges important. Le site est occupé successivement par les Hittites, les Cimmériens, les Perses, les Celtes, les Grecs, les Romains, les Turcs Seldjoukides puis Ottomans. À l'époque de l'Empire romain, Tavium est un carrefour important et une halte sur les routes des caravanes.
Des pièces de monnaie frappées au début du Ier siècle ressemblant à Marcus Aurelius et à Héliogabale y ont été découvertes. Le cuivre, l'étain, le fer et l'argent ont été extraits dans les montagnes voisines. Semblable à d'autres villes celtiques de l'époque, la fusion et l'estampage ont été effectués par un petit groupe d'artisans travaillant dans une ou deux huttes en pierre.
Dans le temple de Tavium, il y avait une statue colossale en bronze de Jupiter, fort vénérée par les Galates. Son emplacement est généralement situé aux ruines proches du village de Nefezköy (aujourd'hui connu sous le nom de Büyüknefes), dans une plaine très fertile à l’est du fleuve antique Halys, dans la province de Yozgat.
Ces ruines ont été en partie utilisées pour la construction de la ville voisine de Yozgat, où existent les vestiges d'un théâtre et peut-être d'un temple de Jupiter ; ceux-ci ont un certain nombre d'inscriptions, principalement byzantines. Dans le Notitia Episcopatuum, l'évêché de Tavium est cité jusqu'au XIIIe siècle comme le premier suffragant d'Ancyre.
Les noms de cinq évêques de la région sont connus : Dicasius, présent aux Conseils de Neocæsea et de Nice ; Julien, au deuxième concile d'Éphèse (449) et au concile de Chalcédoine (451), et signataire de la lettre des évêques de Galate à l'empereur Léon (458); Anastase, présent au deuxième concile de Constantinople (553); Gregory au concile de Trullo (692) et Philaret à Constantinople (869).